# Human Again (песня)
«Human Again» (с англ. — «Снова человек») — это песня, изначально написанная для анимационного мюзикла Disney «Красавица и Чудовище», и позже восстановленная в ней. С музыкой Алана Менкена и словами Ховарда Эшмана «Human Again» была заменена во время производства оригинальной версии фильма 1991 года на «Something There», но сохранена и переработана Менкеном и новым автором слов Тимом Райсом для сценической музыкальной адаптации 1994 года «Красавицы и Чудовища». Новая созданная сцена с участием «Human Again» была добавлена к анимационному фильму «Красавица и Чудовище» для Специального издания IMAX 2002 года и последующих домашних выпусков DVD, VHS и Blu-ray.
Песня представляет собой приподнятый вальс, слова которого исполняют несколько заколдованных предметов/домашних слуг в замке Чудовища, которые надеются, что теперь, когда он и Белль становятся ближе друг к другу, они могут влюбиться и сломать заклинание на их замок, которое вернёт их всех в человеческий облик. Песня также расширяет роль Гардероб, давая ей сольный куплет в номере. В фильме, где он находится между «Something There» и «Beauty and the Beast», «Human Again» в основном исполняется Люмьером (Джерри Орбах), Когсвортом (Дэвид Огден Стайерс), миссис Поттс (Анджела Лэнсбери) и Гардероб (Джо Энн Уорли). Ни Белль, ни Чудовище не поют в песне, но их можно увидеть в короткой сцене, где Белль учит Чудовище читать, начиная с «Ромео и Джульетты» («Король Артур» в сценической версии и демо).

## Производство
Первоначально песня была написана для фильма 1991 года, но была вырезана из-за проблем со скоростью и её длительностью. Он был включен в бродвейский мюзикл 1994 года и был возвращен для выпуска фильма на DVD в 2002 году.
Дон Хан объяснил: "Кирк, Гари и я сидели и обсуждали только что вышедшее Специальное издание «Звёздных войн», и Кирк в шутку предположил: «Разве не было бы забавно сделать специальный выпуск „Красавицы“ с „Human Again“ или новым материалом в нём?» Когда глава Feature Animation сказал, что, по его мнению, это отличная идея, мы перестали шутить и начали думать о том, как мы могли бы это сделать. Мы раскадровали сцену для оригинального производства, но полностью переработали её для этого специального издания фильма".
Кирк Уайз (режиссёр оригинального фильма) также снял реанимированную сцену с сорежиссёром «Красавицы и Чудовища» Гари Труздейлом. Уайз объяснил: «У нас было много одних и тех же аниматоров, тех же художников заднего плана, тех же художников, которые работали над сценой».

## Составление
Show Biz Training описывает эту песню как «красивый вальс».

## Удаление
«Human Again» рассматривается руководством Disney как противоречивая песня в «Красавице и Чудовище». DigitalMediaFX сообщила, что «есть причина, по которой песня „Human Again“ не была включена в оригинальную версию „Красавицы и Чудовища“ до 2002 года — она не совсем подходила», и цитирует собственное заявление Disney, «песня создала проблемы с сюжетом, которые было трудно решить своевременно. Поскольку изначально она была задумана как 11-минутный музыкальный номер, у Disney не было другого выбора, кроме как в конечном итоге заменить песню более короткой и прямой „Something There“». Show Biz Training объясняет, что песня была вырезана «несмотря на сильное желание сценаристов и режиссеров сохранить её в фильме». В конце концов они предпочли служение этого сюжета потаканию своим слабостям и неохотно сократили номер.
Кирк Уайз объяснил мотивы удаления песни из фильма и восстановления её в сценической версии так: «Когда она была первоначально написана и раскадрована, она изначально длилась 11 минут, что является довольно тяжелой средой для анимационного фильма, в котором уже было много песен. Одной из проблем была длина, и структура песни также была проблемой в то время, потому что она показывала течение времени, месяцы времени, опадание листьев. Это создало для нас несколько проблем, потому что мы продолжали спрашивать: „Ну что? Морис всё это время бродит по лесу? Гастон просто сидит в таверне и пил пиво, а после выращивания пива отращивая длинную белую бороду?“ мы не могли понять, что делать с другими персонажами в то время, когда Белль находится в замке и поддерживает двигатель сюжета. Это были причины для его сокращения в то время. Только когда мы увидели бродвейскую версию, где Алан[Менкен] существенно отредактировал музыку и нашел немного другое место для песни, поэтому мы поняли, что есть способ заставить эту работу работать. Мост, который все время проезжал, убрали… так что проблема исчезла. И Алан сделал для нас пару дополнительных правок, когда мы подгоняли её под фильм, и теперь она работала. Теперь есть отличный небольшой музыкальный набор, который начинается с „Something There“, песни, которую К&Ч (англ. B&B (Beauty & Beast) (с англ. — «Красавица & Чудовище»)) поют, пока они играют в снежки, которая переходит в „Human Again“, которая дает предметам видение того, на что они надеются, когда B&B влюбляются, и это превращается в балладу „Beauty and the Beast“, которая является кульминацией их отношений. Итак, теперь это хороший маленький сюжет в сюжете».

## Приём
DigitalMediaFX сказал: «Первая половина песни (включая вступление к ней) кажется немного слабой, но по мере продолжения песни она становилась лучше. Затем, в трёх четвертях песни есть сцена, где Белль учит Чудовище читать. Эта единственная сцена, хотя и короткая, углубила сюжет и проблему отношений. Это определённо отличное дополнение к фильму. Я также должен признать, что было довольно интересно увидеть что-то „новенькое“. Но в то же время „Human Again“ почти заставляет чувствовать, что в этой классической песне „слишком много“ песен, особенно вскоре после „Something There“. Думаю, фильм был бы идеальным, если бы сцена „обучение чтению“ была добавлена без песни». Обзор 3D «Красавицы и Чудовища» от Collider отметил исключение номера, посчитав это умным ходом, поскольку он не является «плохой песней», но «не так хорош, как остальная часть номера, и это замедляет темп».
Хотя «Human Again» не показан в фильме с живым действием, его вариацию можно увидеть в «Days in the Sun», исполненном после того, как Чудовище спасает Белль от волков, перед номером «Something There». Сначала эту песню поет ребёнок, изображавший тогдашнего человеческого принца в юности, на смертном одре своей матери; затем Люмьер, Плюметт, миссис Поттс и мадам Гардероб; затем Белль, прежде чем её все спели. Песня о том, как заново пережить «дни на солнце» (англ. days in the sun) каждого (представляя их прежние жизни: заколдованное проклятие для Чудовища (а также того, что его мать жива) и персонала замка, и свобода для Белль) и надеясь на «новый день».